# Озеранский сельсовет (Рогачёвский район)
Озеранский сельсовет — административная единица на территории Рогачёвского района Гомельской области Белоруссии. Административный центр — агрогородок Озераны.

## Состав
Озеранский сельсовет включает 11 населённых пунктов:
- Великая Крушиновка — деревня.
- Великое Лядо — посёлок.
- Волоки — деревня.
- Дятловщина — посёлок.
- Заозерье — посёлок.
- Коноплицы — деревня.
- Малая Крушиновка — деревня.
- Озераны — агрогородок.
- Ректа — деревня.
- Узенький — посёлок.
- Фалевичи — деревня.

## География
В центральной части сельсовета находится озеро Крушиновское, крупнейшее озеро Рогачёвского района